# Gastrotheca pseustes
Gastrotheca pseustes és una espècie de granota de la família Amphignathodontidae. És endèmica de l'Equador. El seu hàbitat natural inclou montans tropicals o subtropicals secs, zones d'arbustos a gran altitud, prades tropicals o subtropicals a gran altitud, rius, aiguamolls d'aigua dolça, corrents intermitents d'aigua dolça, terres de pastures i zones prèviament boscoses ara molt degradades. Està amenaçada d'extinció per la pèrdua del seu hàbitat natural.